# Ling-Ling y Hsing-Hsing

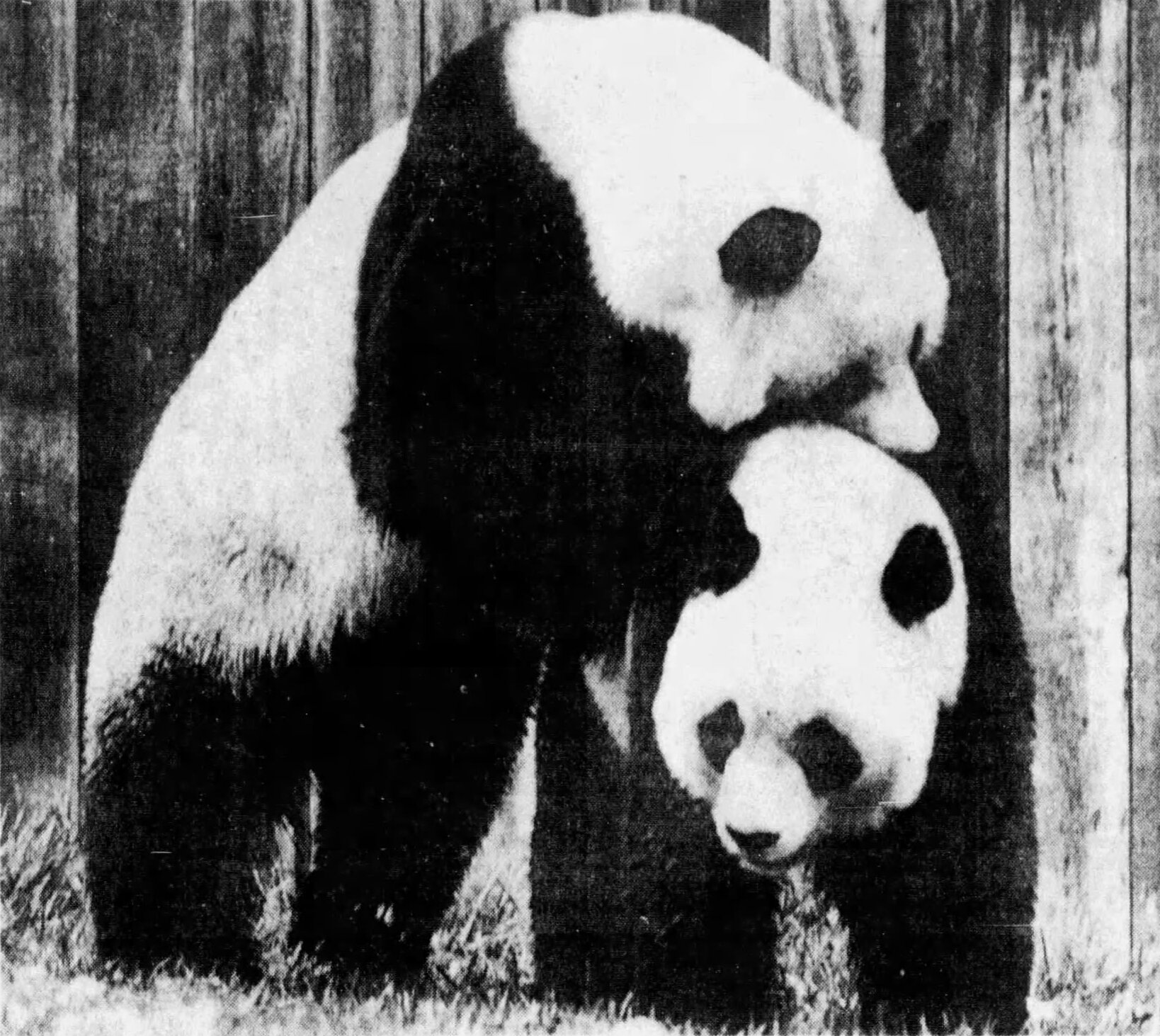
Hsing-Hsing mordisquea ja Ling-Ling en el cuello después del apareamiento, 18 de marzo de 1983

Ling-Ling (1969-1992) y Hsing-Hsing (1970-1999) fueron dos pandas gigantes dados a los Estados Unidos como regalo del gobierno de China, después de que el presidente Richard Nixon lo visitara en 1972. A cambio, el gobierno de EE. UU. envió a China un par de bueyes almizcleros.
Llegaron al parque zoológico nacional (Smithsonian National Zoological Park) en Washington D. C., el 16 de abril de 1972, en un acto al que asistió la primera dama Pat Nixon. Mientras que en el zoológico, atrajo a millones de visitantes cada año.
Durante su estancia en el Zoológico Nacional, la pareja tuvo cinco cachorros, pero ninguno de ellos sobrevivió más allá de unos días.
Ling-Ling murió repentinamente de insuficiencia cardíaca en diciembre de 1992, y en ese momento era el panda gigante de más larga vida en cautividad fuera de China. Hsing-Hsing moriría cuando fue sacrificado por los cuidadores del zoológico en noviembre de 1999 a la edad de 28 años debido a la dolorosa insuficiencia renal. Tras la muerte de Hsing-Hsing, el zoológico recibió miles de cartas y tarjetas postales de gente de todo el país manifestando su apoyo.
La Casa de Panda en el Zoo Nacional permaneció vacía durante más de un año, hasta la llegada de Mei Xiang y Tian Tian de la investigación de Wolong y el Centro para la Conservación del Panda Gigante en diciembre de 2000.